# Gruvletindane
Die Gruvletindane (norwegisch für Gezahnte Gipfel) sind 2255 m hohe Felsenkliffs im ostantarktischen Königin-Maud-Land. Sie bilden das nördliche Ende des Kurzegebirges und werden an der Westflanke von einer großen, markanten Moräne begrenzt.
Norwegische Kartografen kartierten die Formation anhand von Luftaufnahmen und Vermessungen der Dritten Norwegischen Antarktisexpedition (1956–1960) und gaben ihnen einen deskriptiven Namen.